# Хилтон, Ричард
Ри́чард Хо́уард «Рик» Хи́лтон (англ. Richard Howard «Rick» Hilton; род. 17 августа 1955, Лос-Анджелес) — американский бизнесмен.

## Биография
Ричард Хилтон родился в Лос-Анджелесе, штат Калифорния. Он был шестым из восьми детей Мэрилин Джун (в девичестве Хоули) и Бэррона Хилтона, чей отец, Конрад Хилтон, был основателем сети отелей Hilton Hotels. Его братья и сестры: Уильям Бэррон Хилтон-младший (род. в 1948), Хоули Энн Хилтон (род. в 1949), Стивен Майкл Хилтон (род. в 1950), Дэвид Алан Хилтон (род. в 1952), Шарон Констанс Хилтон (род. в 1953), Дэниэл Кевин Хилтон (род. в 1962) и Рональд Джеффри Хилтон (род. в 1963).
В 1978 году Рик окончил Денверский университет со степенью в области гостиничного и ресторанного менеджмента, после чего поступил на работу в нью-йоркский офис компании Eastdil Secured, занимавшейся инвестиционной банковской деятельностью в сфере недвижимости, где обеспечивал участие институциональных инвесторов и пенсионных фондов в различных сделках.
В 1984 году Хилтон основал компанию по недвижимости Hilton Realty Investment, а 29 ноября 1985 года получил брокерскую лицензию. 26 июля 1993 года совместное агентство недвижимости Hilton & Hyland Хилтона и Джеффри Хайленда получило корпоративную лицензию. Среди их сделок — Brentwood Country Estates. Клиентами Hilton & Hyland’s являются 142 человека, в том числе бывшие члены «Лос-Анджелесского списка миллионеров» Чад Роджерс и Джош Альтман; дочь Фрэнка Робинсона Нишель; сын Рона Касса Роберт; бывший муж актрисы Энн Хеч Коулман Лаффун и невестка Ричарда Занука Мариса. В 2013 году компания Hilton & Hyland’s продала недвижимости почти на 2 млрд долларов.
Хилтон также является исполнительным продюсером нескольких телесериалов с участием своих дочерей.

### Семья
24 ноября 1979 года Ричард Хилтон женился на Кэти Аванцино, пара живёт в Бель-Эйр (Калифорния). У них четверо детей:
- Пэрис (род. 17 февраля 1981);
- Ники (род. 5 октября 1983);
- Бэррон II (род. 7 ноября 1989);
- Конрад Хьюз III (род. 3 марта 1994).